# Marimatha alboflava
Marimatha alboflava là một loài bướm đêm trong họ Noctuidae.